# (5013) Suzhousanzhong
(5013) Suzhousanzhong est un astéroïde de la ceinture principale.

## Description
(5013) Suzhousanzhong est un astéroïde de la ceinture principale. Il fut découvert le 9 novembre 1964 à Nanking par l'observatoire de la Montagne Pourpre. Il présente une orbite caractérisée par un demi-grand axe de 2,76 UA, une excentricité de 0,07 et une inclinaison de 3,7° par rapport à l'écliptique.

## Compléments